# واکسن اچ‌آی‌وی

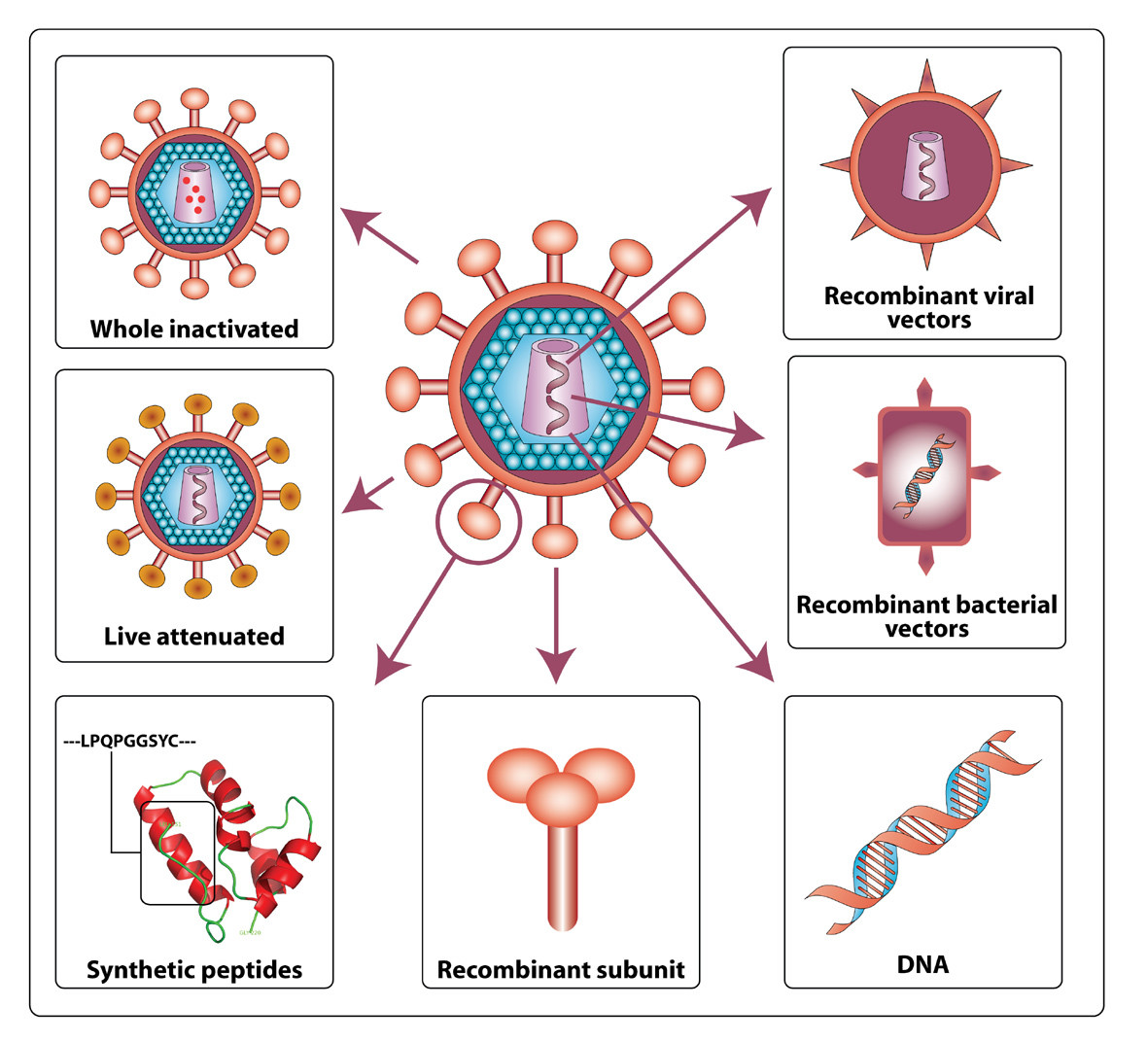
روش‌های مختلف توسعه واکسن HIV

واکسن HIV یک واکسن بالقوه است که می‌تواند به دو صورت طراحی شود: یا برای پیشگیری از ابتلا به HIV (واکسن پیشگیرانه) یا برای کمک به درمان افراد مبتلا به HIV (واکسن درمانی) استفاده شود. واکسن HIV ممکن است از طریق فعال‌سازی سیستم ایمنی بدن برای مقابله با ویروس (روش واکسیناسیون فعال) یا با استفاده از آنتی‌بادی‌های آماده برای مقابله با ویروس (روش واکسیناسیون غیرفعال) عمل کند.
دو نوع واکسن فعال که در مطالعات RV 144 و آزمایش‌های Imbokodo بررسی شده‌اند، نشان داده‌اند که می‌توانند تا حدی از ابتلا به HIV جلوگیری کنند. اما این محافظت در تعداد کمی از افراد مشاهده شده و ماندگاری زیادی نداشته است. به همین دلیل، تاکنون هیچ واکسن HIV برای استفاده عمومی تأیید نشده است.

## چالش‌های توسعه
در سال ۱۹۸۴، پس از تأیید این که HIV عامل بیماری ایدز است، وزیر بهداشت و خدمات انسانی ایالات متحده، مارگارت هکلر، اعلام کرد که یک واکسن ظرف دو سال در دسترس خواهد بود. با این حال، تحریک سیستم ایمنی انطباقی برای شناسایی پروتئین‌های پوششی ویروس، از ابتلا به HIV جلوگیری نکرد.
برخی عوامل باعث شده‌اند که توسعه واکسن HIV نسبت به واکسن‌های معمولی چالش‌برانگیزتر باشد (تا سال ۱۹۹۶):
- واکسن‌های معمولی از ایمنی طبیعی بدن در برابر عفونت مجدد تقلید می‌کنند، اما تعداد بسیار کمی از بیماران مبتلا به ایدز بهبود می‌یابند.
- بیشتر واکسن‌ها از بروز بیماری جلوگیری می‌کنند، نه از عفونت؛ اما HIV می‌تواند سال‌ها در بدن نهفته بماند و سپس ایدز را ایجاد کند.
- بسیاری از واکسن‌های مؤثر از ویروس‌های ضعیف‌شده یا کشته‌شده ساخته می‌شوند؛ اما HIV-1 کشته‌شده، توانایی تحریک سیستم ایمنی را از دست می‌دهد، و استفاده از یک واکسن مبتنی بر ویروس زنده، خطرات ایمنی دارد.

### ساختار HIV

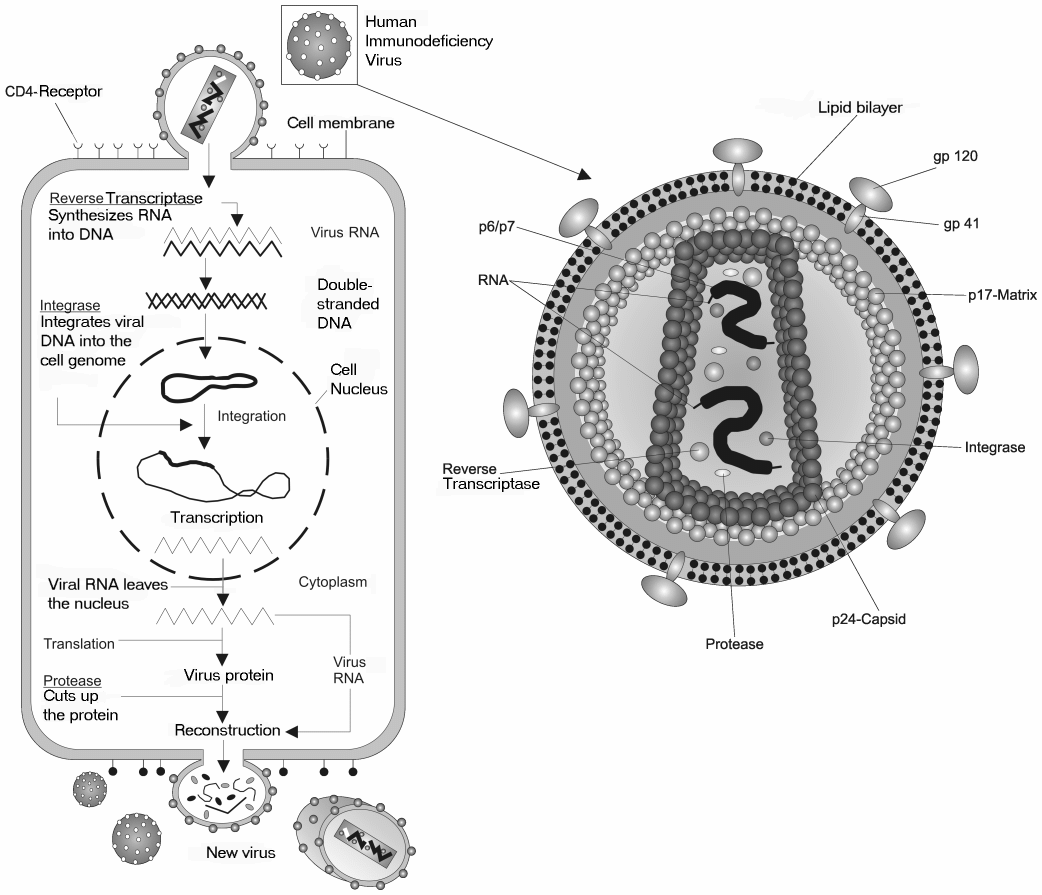
چرخه ساختاری HIV

اپیتوپ‌های پوشش ویروسی HIV نسبت به بسیاری از ویروس‌های دیگر متغیرتر هستند. علاوه بر این، اپی‌توپ‌های مهم پروتئین gp120 به دلیل گلیکوزیلاسیون، تشکیل ساختار سه‌تایی و تغییرات ساختاری ناشی از اتصال به گیرنده، پنهان می‌مانند و همین موضوع باعث می‌شود که مهار آن‌ها با آنتی‌بادی‌های خنثی‌کننده دشوار باشد.
بی‌اثر بودن واکسن‌های HIV که تاکنون توسعه یافته‌اند، عمدتاً به دو دلیل مرتبط است:
- اول، HIV بسیار جهش‌پذیر است. این ویروس به‌سرعت در برابر فشارهای انتخابی اعمال‌شده توسط سیستم ایمنی سازگار می‌شود و معمولاً در بدن افراد آلوده تکامل پیدا می‌کند تا از دو بخش اصلی سیستم ایمنی تطبیقی فرار کند: ایمنی هومورال (با واسطه آنتی‌بادی) و ایمنی سلولی (با واسطه سلول‌های T).
- دوم، سویه‌های HIV خودشان بسیار متنوع هستند. این ویروس به انواع مختلفی تقسیم می‌شود که تفاوت‌های ژنتیکی زیادی با یکدیگر دارند. بنابراین، واکسن باید به اندازه کافی گسترده باشد تا این تنوع را پوشش دهد. اگر واکسن نتواند طیف وسیعی از سویه‌های HIV را هدف قرار دهد، احتمال موفقیت آن پایین خواهد بود.

چالش در ایجاد یک پاسخ ایمنی مؤثر مبتنی بر آنتی‌بادی باعث شده است که تلاش‌هایی برای توسعه واکسنی انجام شود که پاسخ ایمنی را از طریق لنفوسیت‌های سیتوتوکسیک T تحریک کند.
یکی دیگر از رویکردهای تحقیقاتی، طراحی یک پپتید واحد است که شامل بخش‌های کم‌تغییر تمامی سویه‌های شناخته‌شده HIV باشد.
مشاهده شده است که تعداد کمی از افراد مبتلا به HIV به‌طور طبیعی آنتی‌بادی‌های خنثی‌کننده گسترده (BNAbs) تولید می‌کنند که ویروس را سرکوب کرده و باعث می‌شود این افراد برای دهه‌ها بدون علائم باقی بمانند.
این آنتی‌بادی‌ها به‌گونه‌ای عمل می‌کنند که گیرنده CD4 را تقلید کرده و برای اتصال به محل محافظت‌شده CD4 در ویروس رقابت می‌کنند. همه این آنتی‌بادی‌ها از یک منشأ خط زایشی در زنجیره سنگین ایمونوگلوبولین (VH) سرچشمه می‌گیرند و تنها چند الل خاص از ژن IVIG1-2 در بدن انسان قادر به تولید چنین آنتی‌بادی‌هایی هستند.
پروتئین Env یکی از پروتئین‌های سطحی HIV است که به ورود ویروس به سلول‌های بدن کمک می‌کند. این پروتئین از سطح ویروس بیرون زده و دارای ساختار "سه‌تایی" است که شامل سه مولکول یکسان است. هرکدام از این مولکول‌ها دارای یک بخش کلاهک‌مانند به نام gp120 و یک ساقه به نام gp41 هستند که پروتئین را در غشای ویروس ثابت نگه می‌دارد.
تنها بخش‌های عملکردی Env ثابت می‌مانند، اما این بخش‌ها معمولاً در ساختار کلی مولکول پنهان هستند و سیستم ایمنی به‌راحتی نمی‌تواند آن‌ها را شناسایی کند.
تصاویر پرتو ایکس و میکروسکوپ الکترونی با وضوح پایین، نمای کلی و برخی ویژگی‌های کلیدی Env را نشان داده‌اند، اما به دلیل ساختار پیچیده و شکننده آن، تصویربرداری با وضوح بالا از این پروتئین دشوار بوده است. سه مقاله علمی جدید از روش‌هایی برای پایدارسازی Env استفاده کرده‌اند تا تصویری دقیق‌تر از ساختار کلی آن ارائه دهند. یک تیم تحقیقاتی در مؤسسه ملی سرطان ایالات متحده به سرپرستی دکتر سریرام سوبارامانیام، از میکروسکوپ الکترونی برودتی برای بررسی ساختار Env استفاده کرد. نتایج این مطالعه در تاریخ ۲۳ اکتبر ۲۰۱۳ در نشریه Nature Structural and Molecular Biology منتشر شد.

### مدل‌های حیوانی

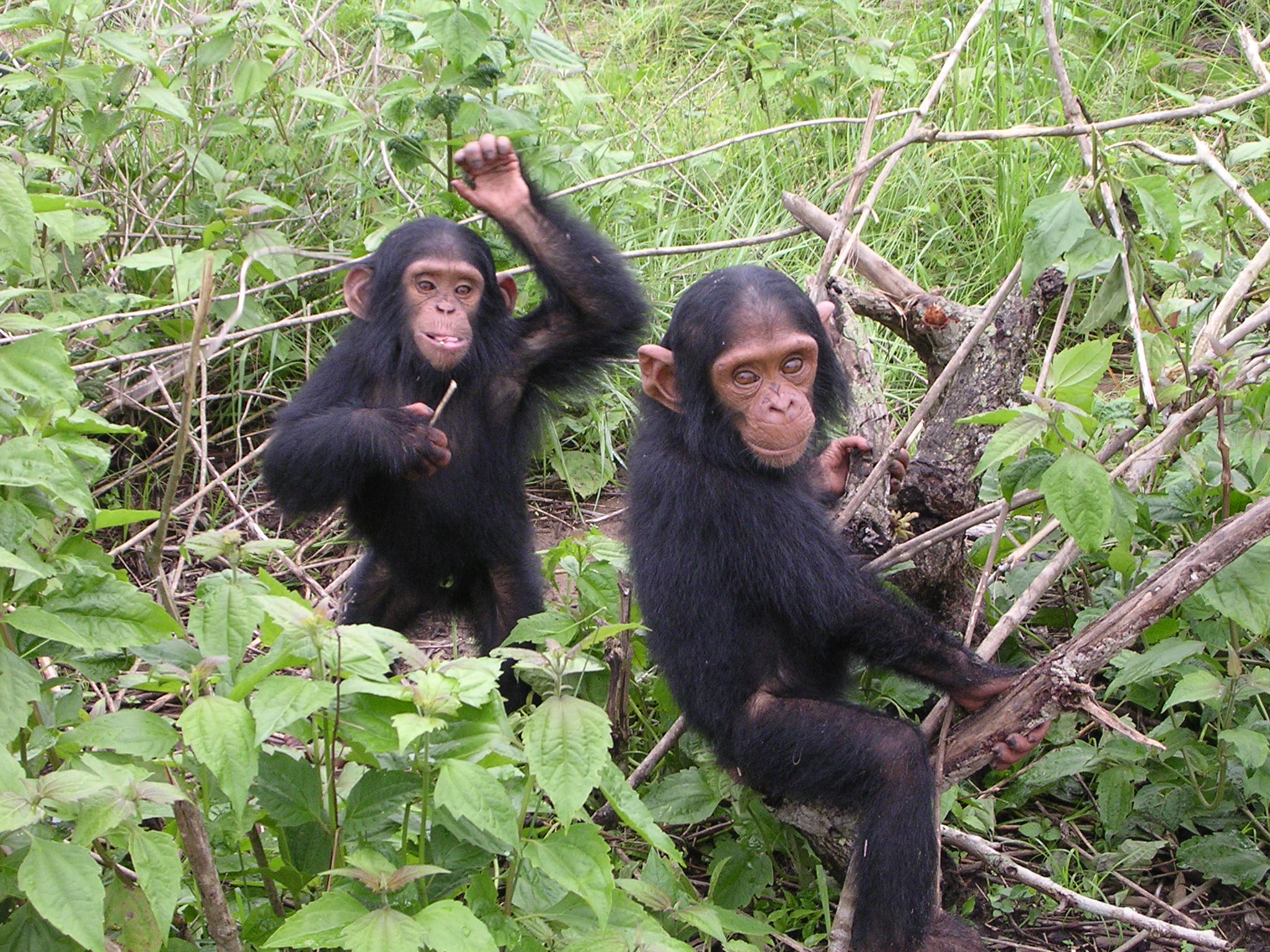
شامپانزه‌های جوان در پناهگاه چین‌پونگا (جمهوری کنگو)

مدل رایج حیوانی برای تحقیقات واکسن، میمون‌ها هستند که اغلب از گونه ماکاک انتخاب می‌شوند. میمون‌ها را می‌توان برای تحقیقات به ویروس نقص ایمنی میمونی (SIV) یا گونه ترکیبی SHIV آلوده کرد. با این حال، روش شناخته‌شده تولید آنتی‌بادی‌های خنثی‌کننده از طریق واکسیناسیون به دلیل دشواری زیاد در تحریک آنتی‌بادی‌هایی که بتوانند انواع مختلف ویروس HIV را خنثی کنند، با مشکل مواجه شده است.
برخی واکسن‌هایی که بر اساس پوشش ویروسی ساخته شده‌اند، توانسته‌اند از ابتلای شامپانزه‌ها و ماکاک‌ها به انواع مشابه ویروس جلوگیری کنند، اما در آزمایش‌های بالینی، انسان‌هایی که با واکسن‌های مشابه ایمن‌سازی شده بودند، پس از مواجهه با HIV-1 همچنان آلوده شدند.
تفاوت‌هایی بین SIV و HIV وجود دارد که ممکن است چالش‌هایی در استفاده از مدل‌های حیوانی ایجاد کند. با این وجود، مدل‌های حیوانی همچنان ابزار مفیدی برای تحقیقات هستند، اگرچه در برخی موارد بحث‌برانگیز می‌شوند.
مدل حیوانی جدیدی معرفی شده است که شباهت زیادی به رفتار HIV در بدن انسان دارد. در این مدل، فعال شدن گسترده سیستم ایمنی، که مستقیماً ناشی از تخریب سلول‌های CD4+ T است، در موش‌ها بررسی شده و راه‌های جدیدی برای مطالعه رفتار HIV ارائه کرده است.
تحقیقات تأمین‌شده توسط مؤسسه ملی آلرژی و بیماری‌های عفونی ایالات متحده (NIAID) نشان داده است که آلوده کردن میمون‌ها با واکسن SIV مبتنی بر سیتومگالوویروس (CMV) می‌تواند منجر به کنترل ویروس شود. معمولاً، تکثیر و انتشار ویروس چند روز پس از عفونت رخ می‌دهد، درحالی‌که ایمنی ناشی از واکسن، فعال‌سازی سلول‌های T و حرکت آن‌ها به محل‌های تکثیر ویروس را طی چند هفته انجام می‌دهد. پژوهشگران فرض کرده‌اند که طراحی واکسن‌هایی که بتوانند سلول‌های T حافظه را در حالت فعال نگه دارند، ممکن است از تکثیر ویروس در مراحل اولیه جلوگیری کند.
برخی واکسن‌های خاص ممکن است به مدل‌های حیوانی تخصصی نیاز داشته باشند. به عنوان مثال، واکسن‌هایی که برای تولید آنتی‌بادی‌های نوع VRC01 طراحی شده‌اند، نیاز به حضور الل‌های انسانی VH دارند. در مورد موجوداتی مانند موش، لازم است این الل‌های انسانی در ژنوم آن‌ها وارد شوند تا واکسن مؤثر باشد.
مدل‌های حیوانی همچنان ابزارهای ارزشمندی برای مطالعه HIV و آزمایش واکسن‌ها هستند، هرچند تفاوت‌های بین گونه‌ها چالش‌هایی را به همراه دارد.

## آزمایش‌های بالینی
چندین نمونه واکسن در مراحل مختلف آزمایش بالینی قرار دارند.

## مرحله اول (Phase I)
بیشتر تحقیقات اولیه بر روی پروتئین پوشش ویروس HIV متمرکز بوده است. تاکنون حداقل ۱۳ نمونه از پوشش‌های gp120 و gp160 در ایالات متحده، عمدتاً از طریق گروه ارزیابی واکسن ایدز، آزمایش شده‌اند. از آنجا که تولید gp41 و gp160 دشوارتر است و مزیت خاصی نسبت به gp120 ندارد، تمرکز اصلی تحقیقات روی gp120 بوده است.
این واکسن‌ها به‌طور کلی در گروه‌های مختلف ایمن و مؤثر بوده‌اند و تقریباً در تمام دریافت‌کنندگان، آنتی‌بادی‌های خنثی‌کننده تولید کرده‌اند. با این حال، آن‌ها به‌ندرت باعث تحریک سلول‌های T سیتوتوکسیک CD8+ (CTL) شده‌اند. واکسن‌های تولیدشده در سلول‌های پستانداران، نسبت به نمونه‌های تولیدشده در مخمر و باکتری، بهتر توانسته‌اند آنتی‌بادی‌های خنثی‌کننده تولید کنند.
اگرچه تزریق‌های مکرر "دوز یادآور" انجام شد، اما حفظ سطح بالای آنتی‌بادی‌های ضد gp120 که برای خنثی‌سازی HIV لازم است، بسیار دشوار بود.
دسترسی به چندین واکسن ویروسی نوترکیب مبتنی بر کنری‌پاکس نتایج جالبی را به همراه داشته است که می‌تواند در مورد سایر وکتورهای ویروسی نیز کاربرد داشته باشد. افزایش پیچیدگی وکتورهای کنری‌پاکس با افزودن ژن‌ها و اپی‌توپ‌های بیشتر، باعث افزایش تعداد داوطلبانی شده است که سلول‌های T سیتوتوکسیک (CTL) تولید می‌کنند، و این تأثیر بیشتر از افزایش دوز وکتور ویروسی بوده است.
CTLهای القاشده از داوطلبان توانسته‌اند سلول‌های تک‌هسته‌ای خون محیطی (PBMC) آلوده به سویه‌های اولیه HIV را از بین ببرند، که نشان می‌دهد این پاسخ ایمنی ممکن است در برابر HIV مؤثر باشد. علاوه بر این، سلول‌های برخی داوطلبان توانسته‌اند سلول‌های آلوده به HIV از سایر زیرگروه‌های ویروسی را نیز از بین ببرند، هرچند این الگو در بین داوطلبان متفاوت بوده است. وکتور کنری‌پاکس اولین واکسن HIV است که توانسته است پاسخ CTL متقاطع را در برابر سویه‌های مختلف HIV القا کند.
اولین آزمایش فاز I این واکسن در آفریقا، اوایل سال ۱۹۹۹ روی داوطلبان اوگاندایی آغاز شد. این مطالعه بررسی کرد که تا چه حد سیستم ایمنی داوطلبان اوگاندایی می‌تواند در برابر سویه‌های HIV رایج در اوگاندا (A و D) واکنش نشان دهد.
در سال ۲۰۱۵، یک آزمایش فاز I با نام HVTN 100 در آفریقای جنوبی ترکیبی از وکتور کنری‌پاکس ALVAC و پروتئین gp120 را که برای HIV نوع C (رایج در جنوب صحرای آفریقا) طراحی شده بود، با ماده کمکی MF59 آزمایش کرد. نتایج نشان داد که این ترکیب در مراحل اولیه، پاسخ ایمنی قوی ایجاد کرده و بی‌خطر بوده است.
سایر راهکارهایی که به مرحله اول آزمایش‌های بالینی روی افراد غیرمبتلا رسیده‌اند، شامل واکسن‌های مبتنی بر پپتید، لیپوپپتید، DNA، وکتورهای ضعیف‌شده سالمونلا، و پروتئین p24 هستند. واکسن‌های جدید به دنبال القای یکی از پاسخ‌های ایمنی زیر هستند:  
- آنتی‌بادی‌های خنثی‌کننده که در برابر طیف وسیعی از سویه‌های HIV اولیه فعال باشند.
- پاسخ سلول‌های T سیتوتوکسیک (CTL) در اکثر دریافت‌کنندگان.
- پاسخ ایمنی قوی در سطح مخاطی.[۱۸]

در سال ۲۰۱۱، محققان مرکز ملی بیوتکنولوژی در مادرید نتایج فاز I آزمایش بالینی واکسن MVA-B را منتشر کردند. این واکسن در ۹۲٪ از داوطلبان سالم، پاسخ ایمنی ایجاد کرد.
در سال ۲۰۱۶، اولین آزمایش بالینی فاز I برای واکسن HIV-1 غیرفعال‌شده SAV001 منتشر شد. در این واکسن، ویروس HIV با استفاده از روش‌های شیمیایی و پرتودهی از بین رفته بود. این مطالعه که در سال ۲۰۱۲ در کانادا انجام شد، نشان داد که واکسن ایمن است و منجر به تولید آنتی‌بادی‌های ضد HIV-1 شد.

## مرحله دوم (Phase II)
واکسن‌های پیشگیرانه HIV  

- یک واکسن نوترکیب بر پایه آدنوویروس-۵ (V520) در دو مطالعه مرحله 2b، یعنی Phambili و STEP مورد آزمایش قرار گرفت. در ۱۳ دسامبر ۲۰۰۴، ثبت‌نام برای مطالعه STEP study، که یک آزمایش بالینی مرحله II با مشارکت ۳۰۰۰ نفر بود، در مناطق مختلف آمریکای شمالی، آمریکای جنوبی، کارائیب و استرالیا آغاز شد.[۲۱]

```
 این آزمایش به‌طور مشترک توسط 
مؤسسه ملی آلرژی و بیماری‌های عفونی
 (NIAID) که زیرمجموعه‌ای از 
مؤسسه ملی سلامت ایالات متحده (NIH)
 است و شرکت داروسازی 
Merck & Co.
 تأمین مالی شد. شرکت Merck واکسن V520 را برای تحریک ایمنی سلولی اختصاصی HIV توسعه داد تا بدن را به تولید 
سلول‌های T
 که سلول‌های آلوده به HIV را از بین می‌برند، وادار کند. در آزمایش‌های کوچک‌تر، این واکسن به دلیل عدم بروز عوارض جانبی در شرکت‌کنندگان ایمن شناخته شد و در بیش از نیمی از داوطلبان، پاسخ ایمنی سلولی علیه HIV ایجاد کرد.
[
۲۲
]
```

```
 V520 حاوی یک 
آدنوویروس
 ضعیف‌شده بود که حامل سه ژن از HIV نوع B (
gag
، 
pol
 و 
nef
) بود، زیرا این زیرگونه رایج‌ترین نوع HIV در مناطق تحت مطالعه بود. این واکسن به دلیل ساختارش نمی‌توانست باعث عفونت HIV یا ایجاد بیماری‌های تنفسی در داوطلبان شود.
```

```
 در سپتامبر ۲۰۰۷ اعلام شد که این مطالعه به دلیل افزایش خطر ابتلا به HIV در برخی دریافت‌کنندگان واکسن متوقف می‌شود.
[
۲۳
]
```

```
 مشکل اصلی این واکسن، شیوع بالای آنتی‌بادی‌های اختصاصی آدنوویروس در بدن افراد بود، زیرا بسیاری از افراد قبلاً با این ویروس مواجه شده بودند. این موضوع باعث شد که واکسن به‌جای تحریک پاسخ ایمنی علیه HIV، بیشتر باعث ایجاد پاسخ ایمنی سریع علیه وکتور شود که مانع از ایجاد پاسخ مؤثر 
سلول T
 در برابر آنتی‌ژن HIV می‌شد.
[
۲۴
]
```

```
 این نتایج باعث شد که استراتژی‌های توسعه واکسن HIV مجدداً ارزیابی شوند.
[
۲۵
]
```

- HVTN 505، یک آزمایش مرحله 2b که در سال ۲۰۰۹ آغاز شد، اما در سال ۲۰۱۳ به دلیل عدم دستیابی به اهداف مورد انتظار متوقف شد.
- در مه ۲۰۱۶، آزمایش‌های AMP (HVTN 703 و HVTN 704) آغاز شدند که اولین آزمایش‌های مرحله 2b برای ارزیابی آنتی‌بادی مونوکلونال در پیشگیری از HIV بودند. این آزمایش‌ها نشان دادند که آنتی‌بادی VRC01، که به محل اتصال CD4 روی HIV متصل می‌شود، نتوانست از عفونت HIV جلوگیری کند.[۲۶]
- در سال ۲۰۱۷، شرکت Janssen و HVTN آزمایش فاز 2b با نام HVTN 705/Imbokodo را آغاز کردند که یک واکسن موزاییکی Ad26.Mos4.HIV را در کنار واکسن Clade C gp140 بررسی می‌کرد. هدف این واکسن، پیشگیری از عفونت HIV در برابر تمامی زیرگونه‌های ویروس در سطح جهانی بود.[۲۷]

```
 در سال ۲۰۲۱، 
NIH
 اعلام کرد که این مطالعه نتوانست کاهش معناداری در نرخ عفونت HIV در زنان ایجاد کند.
[
۲۸
]
```

## اقتصاد
طبق گزارشی که در ژوئیه ۲۰۱۲ توسط گروه تحقیقاتی HIV Vaccines & Microbicides Resource Tracking Working Group منتشر شد، در سال ۲۰۱۱ حدود ۸۴۵ میلیون دلار در زمینه تحقیقات واکسن HIV سرمایه‌گذاری شده است.
یکی از چالش‌های اقتصادی توسعه واکسن HIV، نیاز به تضمین خرید پیشاپیش (یا توافق‌نامه‌های بازار پیشرفته) است. زیرا پس از تولید واکسن، احتمال دارد دولت‌ها و سازمان‌های غیردولتی (NGOها) با مذاکره، قیمت آن را به حداقل هزینه تولید کاهش دهند، که می‌تواند انگیزه سرمایه‌گذاری در این حوزه را کاهش دهد.

## دسته‌بندی احتمالی واکسن‌ها
از نظر تئوری، یک واکسن HIV باید بتواند چرخه تکثیر ویروس HIV را مهار یا متوقف کند.
مراحل چرخه ویروسی که واکسن می‌تواند آن‌ها را هدف قرار دهد:  
- مرحله I: حالت آزاد در خون
- مرحله II: اتصال به سلول
- مرحله III: نفوذ به داخل سلول
- مرحله IV: حذف پوشش ویروسی (Uncoating)
- مرحله V: تکثیر
- مرحله VI: سرهم‌بندی ویریون‌ها (Assembling)
- مرحله VII: آزادسازی ویروس از سلول

روش‌های احتمالی برای واکسن HIV

### فیلتراسیون ویروس از خون (مرحله I)
- روش‌های بیولوژیکی، شیمیایی و فیزیکی برای حذف ویریون‌های HIV از خون.

### روش‌های جذب و به دام انداختن ویروس (مرحله I-III، VI، VII)
- فاگوسیتوز ویریون‌های HIV.
- جذب شیمیایی یا بیولوژیکی (ایجاد پوسته اضافی یا پوشش روی ویروس).
- اتصال شیمیایی یا آلی به ویریون برای جلوگیری از تکثیر آن.

### روش‌های تخریب یا غیرفعال‌سازی ویروس (مرحله I-VII)
- تخریب به این معنی است که توانایی ویروس برای انجام هر یک از مراحل II تا VII متوقف شود.

روش‌ها می‌توانند شامل موارد زیر باشند:  
- روش‌های فیزیکی (مرحله I-VII).
- روش‌های شیمیایی و بیولوژیکی (مرحله I-VII).

```
روش‌های هدف‌گیری ساختار HIV
:
[
۳۲
]
```

- تخریب پروتئین اتصال gp120 (مرحله I-III، VI، VII).[۳۳]
- تخریب پروتئین gp41 (مرحله I-III، VI، VII).[۳۴]
- تخریب ماتریکس ویریون (مرحله I-III، VI، VII).
- تخریب کپسید ویروس (مرحله I-III، VI، VII).
- تخریب آنزیم رونوشت‌بردار معکوس (Reverse Transcriptase) (مرحله I-VII).
- تخریب RNA ویروسی (مرحله I-VII).

## کارهای آینده
- مطالعات نشان داده‌اند که بیماران مبتلا به HIV که هم‌زمان با ویروس GBV-C (ویروس هپاتیت G) آلوده شده‌اند، نسبت به سایر بیماران HIV طول عمر بیشتری دارند. این موضوع ممکن است در توسعه واکسن HIV در آینده مفید باشد.[۳۵]
- واکسن‌های ضعیف‌شده زنده (Live Attenuated Vaccines)

واکسن‌های ضعیف‌شده زنده برای بیماری‌هایی مانند فلج اطفال، روتاویروس و سرخک موفق بوده‌اند، اما تاکنون در برابر HIV آزمایش نشده‌اند. دلیل اصلی نگرانی، خطر بازگشت ویروس به حالت فعال است.
محققان در حال بررسی روش‌های جدید برای توسعه واکسن HIV زنده، اما غیرقابل تکثیر هستند. یکی از این روش‌ها شامل دست‌کاری ژنتیکی HIV است تا پروتئین‌های آن برای تکثیر نیاز به یک اسید آمینه غیرطبیعی داشته باشند که در بدن انسان وجود ندارد، بنابراین ویروس نمی‌تواند تکثیر شود.
1. ↑  Gray GE, Laher F, Lazarus E, Ensoli B, Corey L (آوریل ۲۰۱۶). "Approaches to preventative and therapeutic HIV vaccines". Current Opinion in Virology. 17: 104–109. doi:10.1016/j.coviro.2016.02.010. PMC 5020417. PMID 26985884.
2. ↑  Shilts, Randy (1987). And the Band Played On: Politics, People, and the AIDS Epidemic (2007 ed.). St. Martin's Press. p. 451. ISBN 978-0-312-24135-3.
3. ↑  Fauci AS (1996). "An HIV vaccine: breaking the paradigms". Proc. Am. Assoc. Phys. 108 (1): 6–13. PMID 8834058.
4. ↑  Kim D, Elizaga M, Duerr A (March 2007). "HIV vaccine efficacy trials: towards the future of HIV prevention". Infectious Disease Clinics of North America. 21 (1): 201–17, x. doi:10.1016/j.idc.2007.01.006. PMID 17502236.
5. ↑  Watkins DI (March 2008). "The hope for an HIV vaccine based on induction of CD8+ T lymphocytes--a review". Memórias do Instituto Oswaldo Cruz. 103 (2): 119–29. doi:10.1590/S0074-02762008000200001. PMC 2997999. PMID 18425263.
6. ↑  Létourneau S, Im EJ, Mashishi T, Brereton C, Bridgeman A, Yang H, Dorrell L, Dong T, Korber B, McMichael AJ, Hanke T (October 2007).  Nixon D (ed.). "Design and pre-clinical evaluation of a universal HIV-1 vaccine". PLOS ONE. 2 (10): e984. Bibcode:2007PLoSO...2..984L. doi:10.1371/journal.pone.0000984. PMC 1991584. PMID 17912361.
7. ↑  West AP, Jr; Diskin, R; Nussenzweig, MC; Bjorkman, PJ (24 July 2012). "Structural basis for germ-line gene usage of a potent class of antibodies targeting the CD4-binding site of HIV-1 gp120". Proceedings of the National Academy of Sciences of the United States of America. 109 (30): E2083-90. Bibcode:2012PNAS..109E2083W. doi:10.1073/pnas.1208984109. PMC 3409792. PMID 22745174.
8. ↑  Lee, Jeong Hyun; Toy, Laura; Kos, Justin T.; Safonova, Yana; Schief, William R.; Havenar-Daughton, Colin; Watson, Corey T.; Crotty, Shane (6 September 2021). "Vaccine genetics of IGHV1-2 VRC01-class broadly neutralizing antibody precursor naïve human B cells". npj Vaccines. 6 (1): 113. doi:10.1038/s41541-021-00376-7. PMC 8421370. PMID 34489473.
9. ↑  "Key HIV Protein Structure Revealed". National Institutes of Health (NIH) (به انگلیسی). 2015-05-14. Retrieved 2023-01-05. This article incorporates text from this source, which is in the public domain.
10. ↑  Poignard P, Sabbe R, Picchio GR, Wang M, Gulizia RJ, Katinger H,  et al. (April 1999). "Neutralizing antibodies have limited effects on the control of established HIV-1 infection in vivo". Immunity. 10 (4): 431–8. doi:10.1016/S1074-7613(00)80043-6. PMID 10229186.
11. ↑  Berman PW, Gregory TJ, Riddle L, Nakamura GR, Champe MA, Porter JP,  et al. (June 1990). "Protection of chimpanzees from infection by HIV-1 after vaccination with recombinant glycoprotein gp120 but not gp160". Nature. 345 (6276): 622–5. Bibcode:1990Natur.345..622B. doi:10.1038/345622a0. PMID 2190095. S2CID 4258128.
12. ↑  Connor RI, Korber BT, Graham BS, Hahn BH, Ho DD, Walker BD,  et al. (February 1998). "Immunological and virological analyses of persons infected by human immunodeficiency virus type 1 while participating in trials of recombinant gp120 subunit vaccines". Journal of Virology. 72 (2): 1552–76. doi:10.1128/JVI.72.2.1552-1576.1998. PMC 124637. PMID 9445059.
13. ↑  Morgan C, Marthas M, Miller C, Duerr A, Cheng-Mayer C, Desrosiers R,  et al. (August 2008). "The use of nonhuman primate models in HIV vaccine development". PLOS Medicine. 5 (8): e173. doi:10.1371/journal.pmed.0050173. PMC 2504486. PMID 18700814.
14. ↑  Marques R, Williams A, Eksmond U, Wullaert A, Killeen N, Pasparakis M,  et al. (2009). "Generalized immune activation as a direct result of activated CD4+ T cell killing". Journal of Biology. 8 (10): 93. doi:10.1186/jbiol194. PMC 2790834. PMID 19943952.
15. ↑  Vrisekoop N, Mandl JN, Germain RN (2009). "Life and death as a T lymphocyte: from immune protection to HIV pathogenesis". Journal of Biology. 8 (10): 91. doi:10.1186/jbiol198. PMC 2790836. PMID 19951397.
16. ↑  Lin, YR; Parks, KR; Weidle, C; Naidu, AS; Khechaduri, A; Riker, AO; Takushi, B; Chun, JH; Borst, AJ; Veesler, D; Stuart, A; Agrawal, P; Gray, M; Pancera, M; Huang, PS; Stamatatos, L (13 October 2020). "HIV-1 VRC01 Germline-Targeting Immunogens Select Distinct Epitope-Specific B Cell Receptors". Immunity. 53 (4): 840–851.e6. doi:10.1016/j.immuni.2020.09.007. PMC 7735217. PMID 33053332.
17. ↑  Bekker LG, Moodie Z, Grunenberg N, Laher F, Tomaras GD, Cohen KW,  et al. (June 2018). "Subtype C ALVAC-HIV and bivalent subtype C gp120/MF59 HIV-1 vaccine in low-risk, HIV-uninfected, South African adults: a phase 1/2 trial". The Lancet. HIV. 5 (7): e366–e378. doi:10.1016/S2352-3018(18)30071-7. PMC 6028742. PMID 29898870.
18. ↑  Pavot V, Rochereau N, Lawrence P, Girard MP, Genin C, Verrier B, Paul S (July 2014). "Recent progress in HIV vaccines inducing mucosal immune responses". AIDS. 28 (12): 1701–18. doi:10.1097/qad.0000000000000308. PMID 25009956. S2CID 28618851.
19. ↑  "New Vaccine Could Turn HIV Into Minor Infection". Fox News. 2011-09-29. Archived from the original on 2011-09-29. Retrieved 29 September 2011.
20. ↑  Choi E, Michalski CJ, Choo SH, Kim GN, Banasikowska E, Lee S,  et al. (November 2016). "First Phase I human clinical trial of a killed whole-HIV-1 vaccine: demonstration of its safety and enhancement of anti-HIV antibody responses". Retrovirology. 13 (1): 82. doi:10.1186/s12977-016-0317-2. PMC 5126836. PMID 27894306.
21. ↑  "STEP Study Locations". Archived from the original on 2008-07-24. Retrieved 2008-11-04.
22. ↑  Joint United Nations Programme on HIV/AIDS (UNAIDS) (December 2005). "AIDS epidemic update" (PDF). World Health Organization. Archived (PDF) from the original on 2014-06-29. Retrieved 2014-04-22.
23. ↑  Efficacy Results from the STEP Study (Merck V520 Protocol 023/HVTN 502) بایگانی‌شده  در ۲۰۱۱-۰۷-۲۶ توسط Wayback Machine
24. ↑  Sekaly RP (January 2008). "The failed HIV Merck vaccine study: a step back or a launching point for future vaccine development?". The Journal of Experimental Medicine. 205 (1): 7–12. doi:10.1084/jem.20072681. PMC 2234358. PMID 18195078.
25. ↑  Iaccino E, Schiavone M, Fiume G, Quinto I, Scala G (July 2008). "The aftermath of the Merck's HIV vaccine trial". Retrovirology. 5: 56. doi:10.1186/1742-4690-5-56. PMC 2483718. PMID 18597681.
26. ↑  Corey, Lawrence; Gilbert, Peter B.; Juraska, Michal; Montefiori, David C.; Morris, Lynn; Karuna, Shelly T.; Edupuganti, Srilatha; Mgodi, Nyaradzo M.; deCamp, Allan C.; Rudnicki, Erika; Huang, Yunda (2021-03-18). "Two Randomized Trials of Neutralizing Antibodies to Prevent HIV-1 Acquisition". The New England Journal of Medicine. 384 (11): 1003–1014. doi:10.1056/NEJMoa2031738. ISSN 1533-4406. PMC 8189692. PMID 33730454.
27. ↑  "Candidate for new AIDS vaccine advances to next phase of pre-approval trials". Tech2 (به انگلیسی). 2018-07-08. Retrieved 2018-07-11.
28. ↑  "HIV Vaccine Candidate Does Not Sufficiently Protect Women Against HIV Infection". National Institutes of Health (NIH) (به انگلیسی). 31 August 2021. Retrieved 1 September 2021.
29. ↑  "Investing to End the AIDS Epidemic: A new Era for HIV Prevention Research and Development" (PDF). Archived from the original (PDF) on 2012-12-14. Retrieved 2010-12-13.
30. ↑  Berndt ER, Glennerster R, Kremer M, Lee J, Levine R, Weizsacker G,  et al. (April 2005). "Advanced Purchase Commitments for a Malaria Vaccine: Estimating Costs and Effectiveness" (PDF). NBER Working Paper. doi:10.2139/ssrn.696741. SSRN 696741. Archived (PDF) from the original on 2013-07-21. Retrieved 2021-12-11.
31. ↑  Collier, Leslie; Balows, Albert; Sussman, Max (1998).  Mahy, Brian; Collier, Leslie (eds.). Virology. Topley and Wilson's Microbiology and Microbial Infections. Vol. 1 (ninth ed.). Hodder Education Publishers. pp. 75–91. ISBN 978-0-340-66316-5.
32. ↑  McGovern SL, Caselli E, Grigorieff N, Shoichet BK (April 2002). "A common mechanism underlying promiscuous inhibitors from virtual and high-throughput screening". Journal of Medicinal Chemistry. 45 (8): 1712–22. doi:10.1021/jm010533y. PMID 11931626.
33. ↑  Foley B, Leitner T, Apetrei C, Hahn B, Mizrachi I, Mullins J, Rambaut A, Wolinsky S, Korber B (2017). HIV Sequence Compendium (Report). Theoretical Biology and Biophysics Group, Los Alamos National Laboratory, NM, LA-UR 17-25240.
34. ↑  Malashkevich VN, Chan DC, Chutkowski CT, Kim PS (August 1998). "Crystal structure of the simian immunodeficiency virus (SIV) gp41 core: conserved helical interactions underlie the broad inhibitory activity of gp41 peptides". Proceedings of the National Academy of Sciences of the United States of America. 95 (16): 9134–9. doi:10.1073/pnas.95.16.9134. PMC 21304. PMID 9689046.
35. ↑  Bagasra O, Bagasra AU, Sheraz M, Pace DG (March 2012). "Potential utility of GB virus type C as a preventive vaccine for HIV-1". Expert Review of Vaccines. 11 (3): 335–47. doi:10.1586/erv.11.191. PMID 22380825.
36. ↑  Wang N, Li Y, Niu W, Sun M, Cerny R, Li Q, Guo J (May 2014). "Construction of a live-attenuated HIV-1 vaccine through genetic code expansion". Angewandte Chemie. 53 (19): 4867–71. PMID 24715496.